# Miyataka Shimizu
Miyataka Shimizu (23 de noviembre de 1981) es un ciclista japonés que fue profesional desde 2004 hasta 2014.

## Biografía
Ganó la París-Corrèze en 2008 y pasó a ser el primer japonés en ganar una carrera por etapas en Francia. El 23 de octubre de 2014 anunció su retirada del ciclismo tras diez temporadas como profesional y con 33 años de edad.

## Palmarés
| 2007 - Vuelta a León, más 1 etapa 2008 - Tour de Kumano - París-Corrèze, más 1 etapa 2010 - 1 etapa del Tour de Taiwán - Tour de Martinica, más 1 etapa - Tour de Hokkaido, más 1 etapa | 2011 - 3.º en el Campeonato de Japón en Ruta 2012 - 3.º en el Campeonato de Japón en Ruta 2013 - 2.º en el Campeonato de Japón en Ruta |